# بيتروفسكي
بيتروفسكي هي مدينة من مدن أوكرانيا. يبلغ عدد سكانها 13260 نسمة وذلك حسب إحصائيات سنة 2013.